# Punta La Marmora
Punta La Marmora er det højeste bjerg på den italienske ø, Sardinien. Det sardiske navn for bjerget er Perdas Caprias. Bjerget er 1.834 meter højt og ligger i bjergmassivet Gennargentu på den centrale del af øen.
Vegetationen på bjerget er sparsom; dog findes der spredte bevoksninger af elletræer og taks. Omkring bjerget ses kongeørn, og på bjergets skråninger ses mufloner. På det højeste punkt er der opstillet et stort kors, og i klart vejr er det muligt herfra at se havet på alle sider af Sardinien.
39°59′17″N 9°19′27″Ø / 39.9881°N 9.3242°Ø